# Minnesdagen för offren i Hemlandskriget och Minnesdagen för offren i Vukovar och Škabrnja
Minnesdagen (kroatiska: Dan sjećanja), officiellt Minnesdagen för offren i Hemlandskriget och Minnesdagen för offren i Vukovar och Škabrnja (Dan sjećanja na žrtve Domovinskog rata i Dan sjećanja na žrtvu Vukovara i Škabrnje), är en arbetsfri allmän helgdag i Kroatien som årligen infaller den 18 november. Under helgdagen högtidlighålls minnet av de människor som dödades under det kroatiska självständighetskriget (1991–1995) som i Kroatien kallas "Domovinski rat" (Hemlandskriget).

## Bakgrund
Datumet den 18 november är årsdagen för Vukovarmassakern och Škabrnjamassakern – de två största enskilda händelserna under kriget där flest civila kroater mördades av serbiska och kroatienserbiska militära styrkor. Datumet har sedan massakrerna år 1991 i Vukovar och Škabrnja haft folklig förankring och uppmärksammats i de båda orterna och hela landet. Den 18 november har människor från hela Kroatien sedan år 1991 slutit upp i processioner vid de båda orterna för att högtidlighålla minnet av de dödade. Den 18 november var tidigare en nationell minnesdag. I samband med revideringen av de allmänna helgdagarna beslutade det kroatiska parlamentet att den 18 november från och med år 2020 skulle vara en arbetsfri och allmän helgdag till minnet av alla människor som dog i massakrerna och under självständighetskriget (drygt 14 000 människor).

## Kultur
I samband med helgdagen sänder den kroatiska statstelevisionen ett program med fokus på de människor som upplevde och överlevde kriget. Tusentals människor, både allmänhet och politiska dignitärer, samlas i Vukovar för att delta i Minnesprocessionen (Kolona sjećanja). En liknande minnesprocession men med färre deltagare organiseras i Škabrnja. Centrala platser för högtidlighållandet av Minnesdagen är Minneskyrkogården för offren i Hemlandskriget, Ovčaras minnescentrum och Vukovars vattentorn. Runt om i landet tänder människor gravljus vid minnesmärken för självständighetskriget och gator uppkallade efter Vukovar. Minnesceremonierna innefattar bland annat en tyst minut, musik och poesiläsning.     